# کارین بال
کارین بال (انگلیسی: Karin Baal؛ زادهٔ ۱۹ سپتامبر ۱۹۴۰) بازیگر اهل آلمان است. 
از فیلم‌هایی که وی در آنها نقش داشته‌است می‌توان به خانه زنان، ریش‌آبی، تونل، رزا لوکزامبورگ، شهر دسپرادو و چه بر سر سولانژ آوردی؟ اشاره کرد.